# (32851) 1992 RC6
1992 RC6 (asteroide 32851) é um asteroide da cintura principal. Possui uma excentricidade de 0.19514100 e uma inclinação de 2.04925º.
Este asteroide foi descoberto no dia 2 de setembro de 1992 por Eric Walter Elst em La Silla.